# Mekanïk Destruktïw Kommandöh

Het bandlogo in de kleurstelling van de LP/CD van Mekanïk Destruktïw Kommandöh

Mekanïk Destruktïw Kommandöh is een album uit 1973 van de Franse progressieve rockgroep Magma. Het is het bekendste en meest geprezen album van de band, hoewel het een gering commercieel succes was.

## Muziek
Op dit album maakt drummer en componist Christian Vander een overgang van de vroegere, meer jazzgerichte albums naar de zwaardere ritmes en buitenaardse koren op de komende albums. Op MDK kwamen de grote vocale kwaliteiten van zanger Klaus Blasquiz prominent naar voor en verschenen ook voor het eerst de zang van Vanders vrouw Stella Vander en de basgitaar van Jannick Top. Samen met Top zou Vander een steeds zwaardere ritmisch stijl ontwikkelen. De muziek van het album is één groot, episch, krachtig opus, dat de luisteraar met een aanhoudende storm van minimalistische herhalingen, talrijke complexe lagen en stompende gospel van begin tot eind vasthoudt.

## Concept
Net zoals de andere albums van de band, wordt Mekanïk Destruktïw Kommandöh volledig in de eigen fictieve taal , het Kobaïaans, gezongen. Het album is het derde deel van de Theusz Hamtaahk trilogie, maar verscheen wel als eerste. Het is een deel van Vanders verhaal over een donkere toekomst voor de aarde. Het verhaal verscheen op de hoes van de originele elpee. Dit album verhaalt over de profeet Nebehr Güdahht, die vertelt aan de mensen van de aarde dat wanneer ze zichzelf willen redden, ze hun aardse leven moeten opgeven en verhuizen naar de planeet Kobaïa. De mensen volgen hem echter niet en komen in opstand tegen hem. Uiteindelijk komen ze toch geleidelijk tot inzicht en treden de profeet bij.

## Tracklist
1. "Hortz Fur Dëhn Stekëhn West" - 9:34
2. "Ïma Süri Dondaï" - 4:28
3. "Kobaïa Iss de Hündïn" - 3:35
4. "Da Zeuhl Wortz Mekanïk" - 7:48
5. "Nebëhr Gudahtt" - 6:00
6. "Mekanïk Kommandöh" - 4:08
7. "Kreühn Köhrmahn Iss de Hündïn" - 3:14

## Bandleden
- Christian Vander — drums, zang, orgel, percussie
- Jannick Top — bas
- Klaus Blasquiz — zang, percussie
- Jean Luc Manderlier — piano, orgel
- Rene Garber — basklarinet, zang
- Claude Olmos — gitaar
- Stella Vander — zang
- Muriel Streisfield — zang
- Evelyne Razymovski — zang
- Michele Saulnier — zang
- Doris Reinhardt — zang
- Teddy Lasry — koperblazers, fluit